# Morfotyp
Morfotyp či morfa (podobně také morfovar) je termín užívaný buď pro skupinu několika taxonů s podobným vzhledem (morfologií), nebo naopak pro charakteristickou formu určitého druhu organismu, který vykazuje morfologickou odlišnost od příslušníků téhož druhu.
Nepoužívá se jako taxon.
Termínu se používá i v případech, kdy není jasné, jak správně danou odchylku klasifikovat. Důvod existence morfotypů často není známý; v některých případech představují určitou skupinu organismů specializovaných na určité konkrétní prostředí.
Typické morfotypy se definují u bakterií, například u sinic.
Morfa v ornitologii: odchylka od obvyklého vzhledu v rámci druhu, která není zeměpisně odlišená; dříve někdy též termín „fáze“.
Morfa (biologie homogenní): odlišitelný soubor jedinců, kteří se vyznačují negenetickou změnou vyvolanou většinou vnějšími nebo vnitřními faktory prostředí. Obvykle jsou charakteristické určitým morfologickým rysem v důsledku změny fenotypu. Například ryby stejného druhu pstruh obecný (Salmo trutta), které mají vysoké tělo ve stojatých vodách a nízké tělo v proudících vodách.